# デル・シャノン
デル・シャノン（Del Shannon、1934年12月30日 - 1990年2月8日）は、アメリカの歌手、シンガーソングライター。デビューシングル「悲しき街角」がビルボード1位を獲得するなど自作の曲で1960年代前半に活躍。低迷期を抜けて1980年代に再評価の動きがあったものの、1990年にうつ病のため猟銃自殺を遂げた。

## 経歴・人物
ミシガン州グランドラピッズに生まれ、クーパースヴィルで育った。本名は、Charles Weedon Westover。ハンク・ウィリアムズ、ハンク・スノー、レフティ・フリッツェルらカントリー・ミュージックの影響を受ける。14歳の時にギターを手にしたのきっかけにミュージシャンになる事を決意。高校時代にはバンドを結成、ナイトクラブにも出入りし活動を開始する。
17歳の時に幼馴染と結婚する。
1954年、軍隊に入隊し駐屯先のシュトゥットガルトで「クール・フレイムズ」というバンドを結成する。1958年に除隊した後、バトルクリークでカーペットのセールスマンをする傍、ダグ・ディモットがリーダーを務めるカントリーロックバンド「Midnight Ramblers」に加入し、「The HI-Lo Club」の専属バンドとして活動する。ディモットが解雇された後、新リーダーとなり芸名をチャーリー・ジョンソン、バンド名をビッグ・リトル・ショー・バンドに改める。
1959年、元「ホワイトバックス」のメンバーでオルガニストのマックス・クルックが加入し、クルックの自作クラヴィオリン「ミュージトロン」を生かした演奏を行う。
クルックの友人でアナーバーのラジオDJオリー・マクラフリンがデモ・テープをデトロイトの音楽プロデューサーハリー・ボークとアーヴィング・ミカニクに送った結果、1960年7月、クルックと共にビッグトップ・レコードと契約する。この時、芸名をデル・シャノンに改名する。芸名の由来はキャデラック・ドゥビルと、プロレスラーを兼業していたHI-Lo Clubパフォーマーのリング・ネームだったマーク・シャノン。
HI-Lo Club時代のレパートリーだった『リトル・ランナウェイ』を改題し、1961年2月にソロデビュー曲「悲しき街角（原題 ランナウェイ）」を発売、4週連続全米1位を記録する。ミシガン出身のボブ・シーガーを発掘し 『The Lonely One』を提供する。
その後もヒットを飛ばし、1963年にイギリスに上陸、ビートルズと面識を持ったのがきっかけでカバーした『フロム・ミー・トゥー・ユー 』がレノン＝マッカートニー作品としては初めて全米TOP100にランクイン（77位）する。自主レーベルBERLEEレコードを設立し「プリティ・リトル・スー」他1枚のシングルを発売。
1964年、AMYレコードと契約し『太陽を探せ』などをヒットさせる。同年、ピーター&ゴードンに提供した「アイ・ゴー・トゥ・ピーセス」が全米9位を記録する（イギリスではヒットせず）。1966年、リバティ・レコードに移籍しスナッフ・ギャレットやアンドリュー・オールダムをプロデューサーに迎えるなど新機軸をとるが、皮肉にもブリティッシュ・インヴェイジョンによりソロ歌手としては長い低迷時代を迎える。
1966年頃、カントリー歌手のジョニー・カーヴァーを発掘する。1969年頃、ロサンゼルスの男女混成バンド「スミス」を発掘する。
1967年、アルバム『ホーム・アンド・アウェイ』制作するが、本作からの先行シングルがセールス的に振るわず、アルバムもお蔵入りとなった。（その後2007年にリリース）
1970年、ブライアン・ハイランドの『ジプシー・ウーマン』（原曲 インプレッションズ 1961年 作詞・作曲 カーティス・メイフィールド）をプロデュースする（全米3位）。
以降は目立った成果がなく、徐々に精神的バランスを崩しアルコール依存症になる。
リハビリ生活を経て1977年頃に活動再開、アイルランドのダブリンのスタジオでレコーディング開始、アルバムは完成したが当時はリリースせず。（その後2017年にリリース）
1978年、トム・ペティのツアーにゲスト参加する。（1982年にはシャノンのツアーにペティがゲスト参加した）
1981年、トム・ペティがプロデュースしたアルバム『Drop Down and Get Me』を発売する（全米123位）。フィル・フィリップスのカヴァー「シー・オブ・ラブ」がシングルカットされ、翌年全米33位を記録する。
1985年、離婚。来日しフジテレビ「ミュージックフェア」に出演する。テレビ朝日のオールディーズ番組にも出演したが、番組開始後に入った日本航空123便墜落事故特別臨時ニュースのため、出演シーンがカットされた。
1987年、20代の女性と再婚。
1989年頃、シャノンのコンサートがきっかけでミュージシャンを目指したELOのジェフ・リンのプロデュースでアルバム制作を開始する（トム・ペティも参加）。
ペティ、リンらが参加するトラヴェリング・ウィルベリーズに1988年12月に死去したロイ・オービソンの後継として加入する予定だったが、1990年2月8日、うつ病のため自宅で猟銃自殺を遂げた。妻は処方されたプロザックの副作用によるものだと製薬会社のイーライリリーを訴えた。
1991年10月1日、 リンとトム・ペティ&ザ・ハートブレイカーズのギタリストマイク・キャンベルの作業で遺作アルバム『Rock On!』がリリースされる。

## 主な楽曲
- 悲しき街角 Runaway (1961) 全米1位・全英1位
- 花咲く街角 Hats Off to Larry (1961) 全米5位・全英6位 ※坂本九のカバーが日本でヒットした。
- さらば街角 So Long, Baby (1961) 全米28位・全英10位
- （ヘイ・リトル・ガール）Hey! Little Girl (1961) 全米38位・全英2位 ※当時は日本未発売
- 鏡の中のジニー Ginny in the Mirror (1962) 全米117位 ※鹿内タカシのカバーが日本でヒットした。
- 夜ごとのなみだ Cry Myself to Sleep (1962) 全米99位・全英29位 ※日本では「スイスの娘」のB面
- スイスの娘 The Swiss Maid (1962) 全米64位・全英2位
- 街角のプレイ・ガール Little Town Flirt (1962) 全米12位・全英4位
- 二つぶの涙 Two Kinds of Teardrops (1963) 全米50位・全英5位
- フロム・ミー・トゥー・ユー From Me to You (1963) 全米77位 ※ビートルズのカバー
- 二つのシルエット（恋のシルエット） Two Silhouettes 全英23位 ※米日では「フロム・ミー・トゥー・ユー」のB面
- プリティ・リトル・スー Sue's Gotta Be Mine (1963) 全米71位・全英21位[注 1]
- ハンディ・マン Handy Man (1964) 全米22位・全英36位
- 恋する街角 Give Her Lots of Lovin' (1964) ※「ハンディ・マン」のB面
- 踊ろよベイビー（ダンスはいかが） Do You Want to Dance (1964) 全米43位 ※日本では「太陽を探せ」のB面
- 太陽を探せ Keep Searchin' (We'll Follow the Sun) (1964) 全米9位・全英3位
- さすらいの街角（街角のストレンジャー） Stranger in Town (1965) 全米30位・全英40位
- 悲しみよ、さようなら Move It on Over (1965) 全米129位
- 涙の街角 Never Thought I Could (1966) ※アメリカでは「ショウ・ミー」(ノンチャート)のB面。日本ではこの曲がA面として発売された。
- ｢悲しき街角'67｣(1967)
- ｢アンダー マイ サム｣(1967?)
- シー・オブ・ラブ Sea of Love (1981) 全米33位
- ウォーク・アウェイ Walk Away(1991) 全米99位

（）内の邦題は、1967年にアメリカではじめて発売されたグレイテスト・ヒット盤LPの日本盤で改めてつけられたもの。

## アルバム
- Runaway With Del Shannon (1961)
- Hatts Off To Del Shannon (1962)
- Little Town Flirt (1963)
- Handy Man (1964)
- Sings Hank Williams (1965)
- 1,661 Seconds With Del Shannon (1965)
- This Is My Bag (1966)
- Total Commitimet (1966)
- Golden Hits - The Best Of Del Shannon (1967)
- Home & Away (a.k.a. .....And The Music Play On) (1967/1978/2006)
- The Future Adventure Of Charlies Westovers (1968)
- Live In England (1972)
- The Dublin Sessions (1977/2017)
- Drop Down & Get Me (1981) 全米123位
- Runaway (1986)
- From The Original Master Tape (1990)
- Rock On! (1991)

## 提供した曲
- ボブ・シーガー『The Lonely One』(1961)
- ピーター&ゴードン『アイ・ゴー・トゥ・ピーセス』 I Go to Pieces (1965) 全米9位

## プロデュースした曲
- ブライアン・ハイランド『ジプシー・ウーマン』1970年

## 街角男の異名について
日本ではデビュー曲『Runaway』が『悲しき街角』の邦題で大ヒットしたことから、原題や詩の内容のいかんを問わず、その後リリースされた曲名に「街角」が付けられることが多く、キャッチフレーズも「街角男」と名付けられた。